# José de Queirós Alves

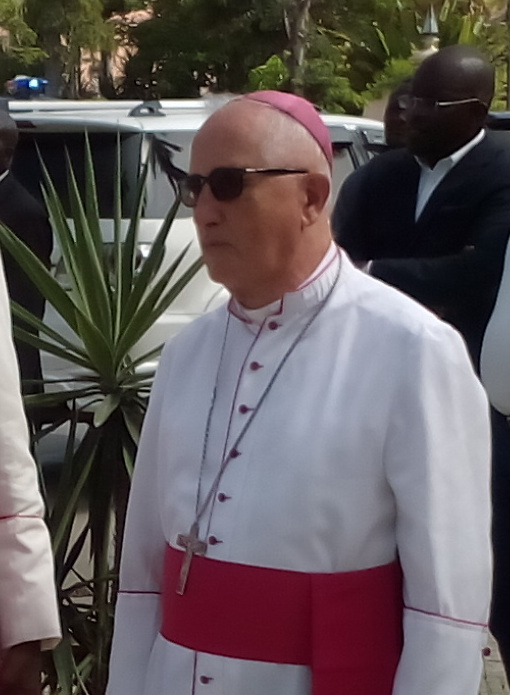
José de Queirós Alves in 2017

José de Queirós Alves (Soalhães, 6 mei 1941) is een Portugese redemptorist en emeritus aartsbisschop van Huambo in Angola.
Hij was van 1986 tot 2004 bisschop van Menonge en van 2004 tot 2018 aartsbisschop van Huambo.